# Tourtenay
Tourtenay ist eine französische Gemeinde mit 126 Einwohnern (Stand: 1. Januar 2022) im Département Deux-Sèvres in der Region Nouvelle-Aquitaine. Sie gehört zum Arrondissement Bressuire und zum Kanton Le Val de Thouet.

## Lage
Tourtenay liegt etwa elf Kilometer nordöstlich des Stadtzentrums von Thouars aa der Dive, die die östliche Gemeindegrenze bildet. Nachbargemeinden von Tourtenay sind Antoigné im Norden, Berrie im Osten, Ternay im Südosten, Saint-Martin-de-Mâcon im Süden sowie Saint-Cyr-la-Lande im Westen.

## Bevölkerungsentwicklung
| Jahr                       | 1962 | 1968 | 1975 | 1982 | 1990 | 1999 | 2006 | 2019 |
| Einwohner                  | 261  | 256  | 220  | 206  | 159  | 140  | 141  | 124  |
| Quellen: Cassini und INSEE |      |      |      |      |      |      |      |      |

## Sehenswürdigkeiten
- Kirche Saint-Pierre aus dem 11. Jahrhundert

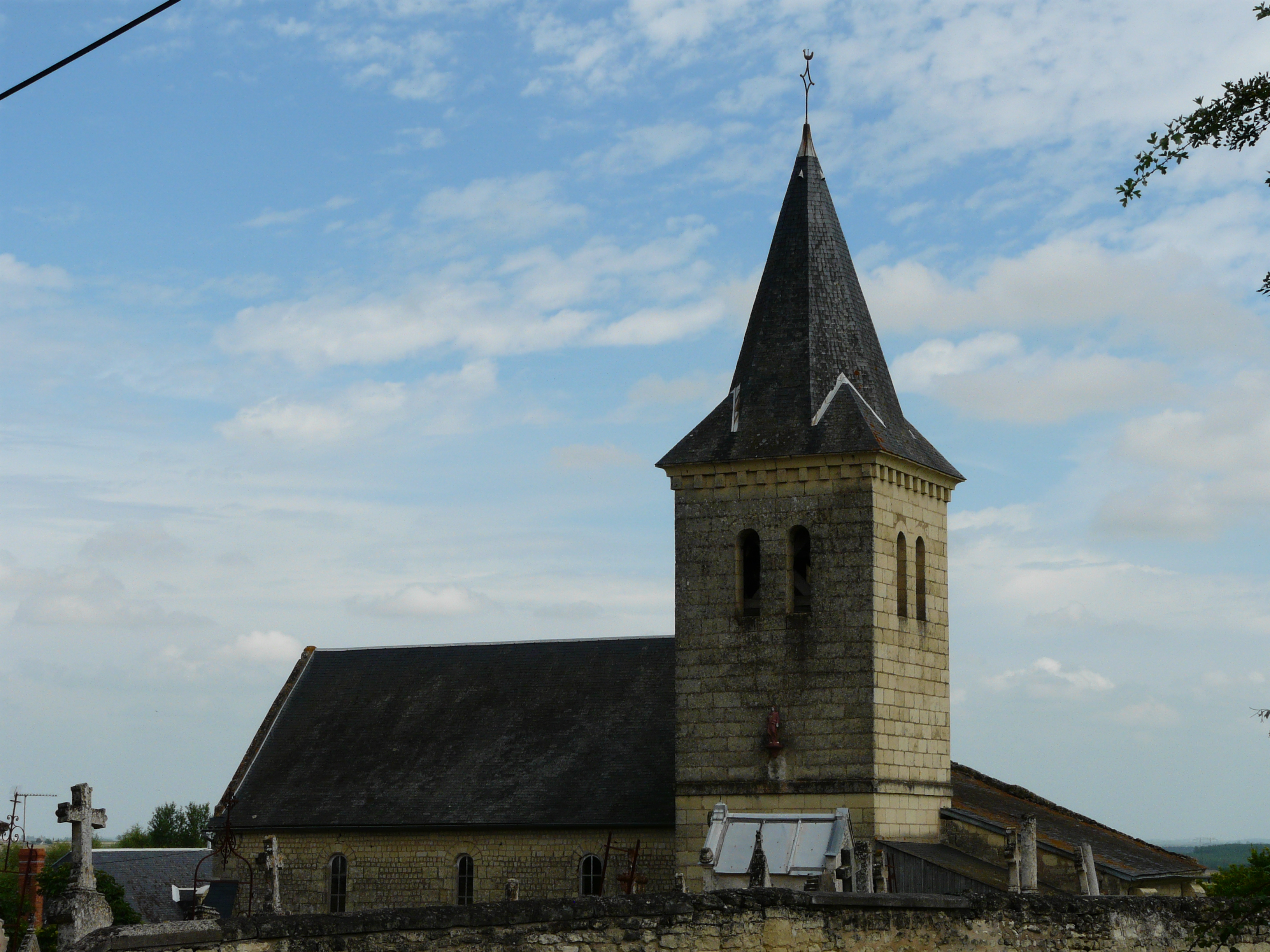
Kirche Saint-Pierre

## Weinbau
Die Reben in der Gemeinde gehören zum Weinbaugebiet Anjou.